# Heliocontia valena
Heliocontia valena là một loài bướm đêm trong họ Noctuidae.